# Wilford Woodruff

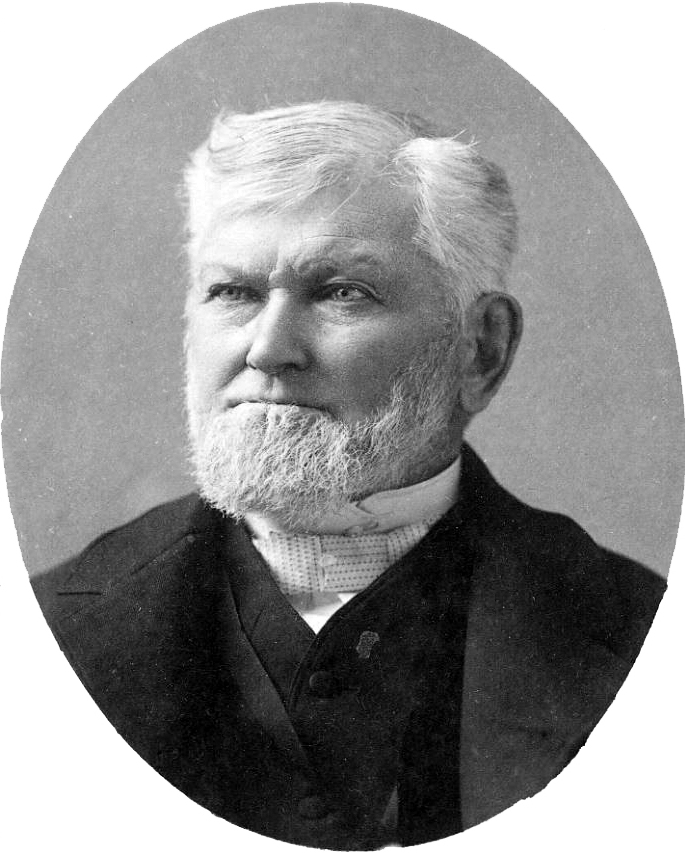
Wilford Woodruff

Wilford Woodruff (* 1. März 1807 in Farmington, Connecticut, USA; † 2. September 1898 in San Francisco, Kalifornien, USA) war der vierte Präsident der Kirche Jesu Christi der Heiligen der Letzten Tage. In seine Amtszeit fiel die offizielle Abschaffung der Polygamie innerhalb der Kirche.

## Leben
Wilford Woodruff wurde am 1. März 1807 als Sohn von Beulah Thompson Woodruff und Aphek Woodruffals jüngster von drei Söhnen geboren. Am 11. Juni 1808 starb seine Mutter im Alter von 26 Jahren an Fleckfieber. Am 9. November 1810 heiratete sein Vater Azubah Hart, mit der er sechs weitere Kinder hatte, von denen vier als Kind verstarben.

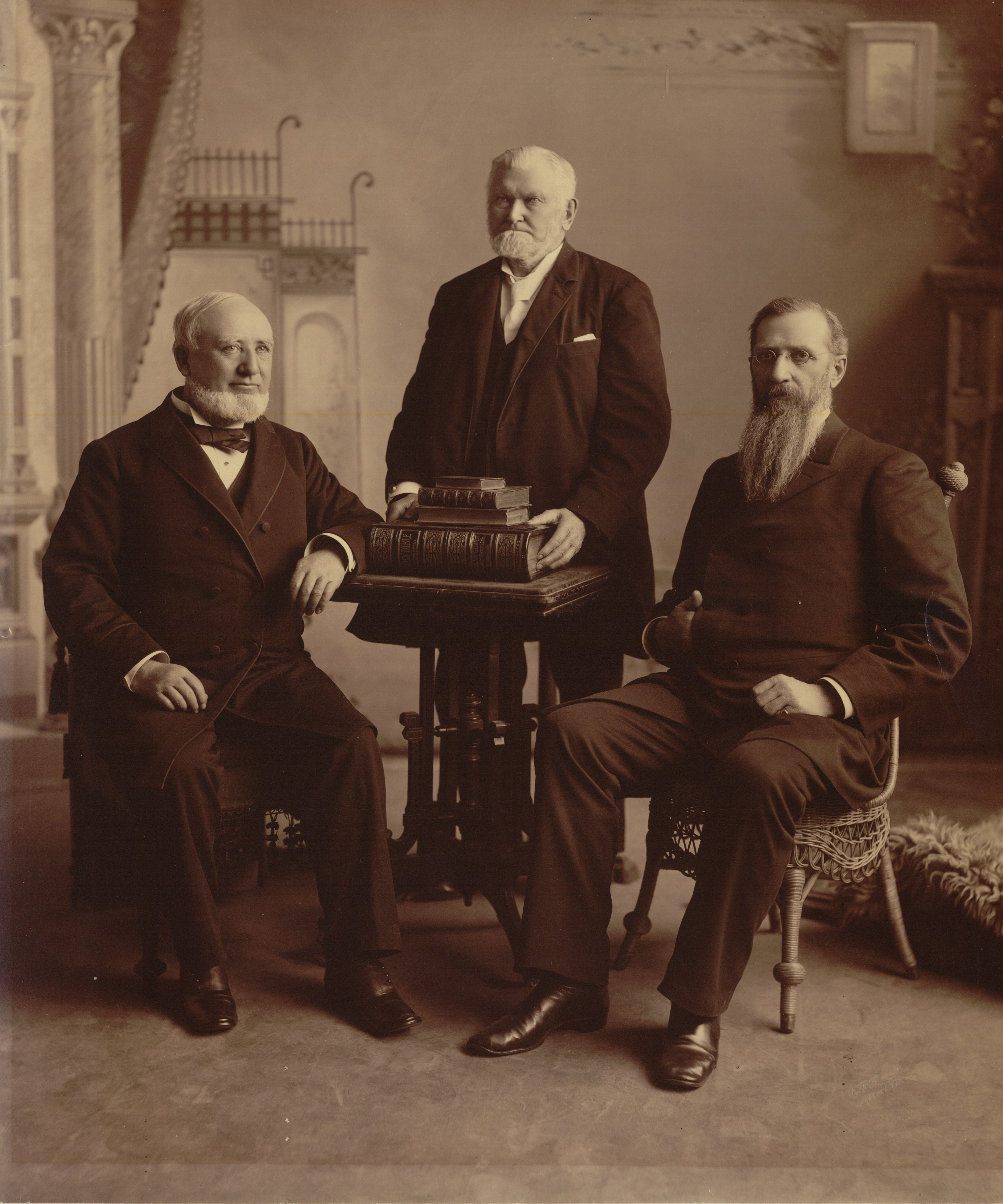
Die erste Präsidentschaft mit Woodruff daneben – George Q. Cannon links, Joseph F. Smith rechts.

Ab 1821 machete er eine  zweijährige Ausbildung zum Müller in einer Mehlmühle.
Zusammen mit seinem Bruder Azmon und dessen Frau zog er nach Richland im Kreis Oswego, New York, wo sie eine Farm kauften. Am 29. Dezember 1833 hörte er zum ersten Mal von der Kirche Jesu Christi der Heiligen der Letzten Tage auf einer Versammlung, die von den Missionaren Zera Pulsipher und Elijah Cheney abgehalten wurde. Zwei Tage später wurde er von Zera Pulsipher getauft und konfirmiert. Ihm wurde kurz danach, am 2. Januar 1834, von Zera Pulsipher das aaronische Priestertum übertragen und er wurde darin zum Lehrer ordiniert.
Im April 1834 begegnete er in Kirtland, Ohio, zum ersten Mal dem Propheten Joseph Smith. Am 5. November 1834 ordinierte ihn Simeon Carter zum Priester. Am 13. Januar begann seine erste Missionsreise durch Arkansas und Tennessee. Am 28. Juni 1835 wurde ihm von Warren Parrish das Melchisidekische Priestertum übertragen und er zu einem Ältesten ordiniert. Am 31. Mai 1836 wurde er von David Pattern zum Siebziger ordiniert. Am 31. Mai 1837 begab er sich auf seine zweite Missionsreise, diesmal zu den Fox Islands in Maine.
Am 26. April 1839 wurde er in Far West, Missouri, von Brigham Young zum Apostel ordiniert. Die Berufung ins Kollegium der Zwölf Apostel am 8. Juli 1838 ist in Lehre und Bündnisse Abschnitt 118, eine Offenbarung an Joseph Smith, zu finden. Am 8. August 1839 brach er nach England auf, um erneut eine Mission zu erfüllen. Dort trug er dazu bei, dass sich ca. 2000 Menschen der Kirche anschlossen. In dieser Zeit sicherte er in London auch das Urheberrecht für das Buch Mormon. Am 6. Oktober 1841 kehrte er wieder zu seiner Familie in Nauvoo zurück. Von Juli bis November 1843 und von Mai bis August 1844 erfüllte er weitere Missionen im Osten der USA. Damit der Nauvoo-Tempel fertiggestellt werden konnte, sammelte er 1844 Geld.
Zwölf Tage nach dem Tod von Joseph Smith erfuhr er davon und kehrte deshalb am 6. August 1844 mit anderen Aposteln nach Nauvoo zurück. Am 8. August 1844 nahm er an einer Konferenz teil, auf der das Kollegium der Zwölf Apostel, mit Brigham Young als Präsident, von den Mitgliedern als Führungsgremium der Kirche bestätigt wurde. Am 12. August erkannte er die Präsidentschaft über die Europäische Mission an.
Im April/Mai 1846 kehrte er wiederum nach Nauvoo zurück und verließ bald darauf mit den anderen Mitgliedern der Kirche die Stadt in Richtung Westen: Er brach am 7. April 1847 mit der ersten Pionierabteilung in Winter Quarters auf und am 24. Juli 1847 kam er im Tal des Großen Salzsees an. Von 1847 bis 1850 unterstützte er die Mitglieder von Winter Quarters und dem Osten der USA, ebenfalls nach Salt Lake City zu kommen. Ab 1856 diente er als Assistent des Geschichtsschreibers der Kirche, ein Amt, das er von 1883 bis 1889 selbst innehatte.
Vom 1. Januar 1877 bis zum 26. Juni 1884 war er der erste Präsident des St.-George-Utah-Tempels, des ersten Tempels der Kirche nach dem Auszug aus Nauvoo. Am 10. Oktober 1880 wurde er bei der Generalkonferenz als Präsident des Kollegiums der Zwölf Apostel bestätigt. Auf dieser Konferenz wurde sein Vorgänger John Taylor als Präsident der Kirche bestätigt. Am 7. April 1889 wurde er Präsident der Kirche Jesu Christi der Heiligen der Letzten Tage, dessen Aufgaben er zu einem großen Teil seit dem Tod von John Taylor am 25. Juli 1887 als Präsident des Kollegiums der Zwölf Apostel wahrgenommen hatte.

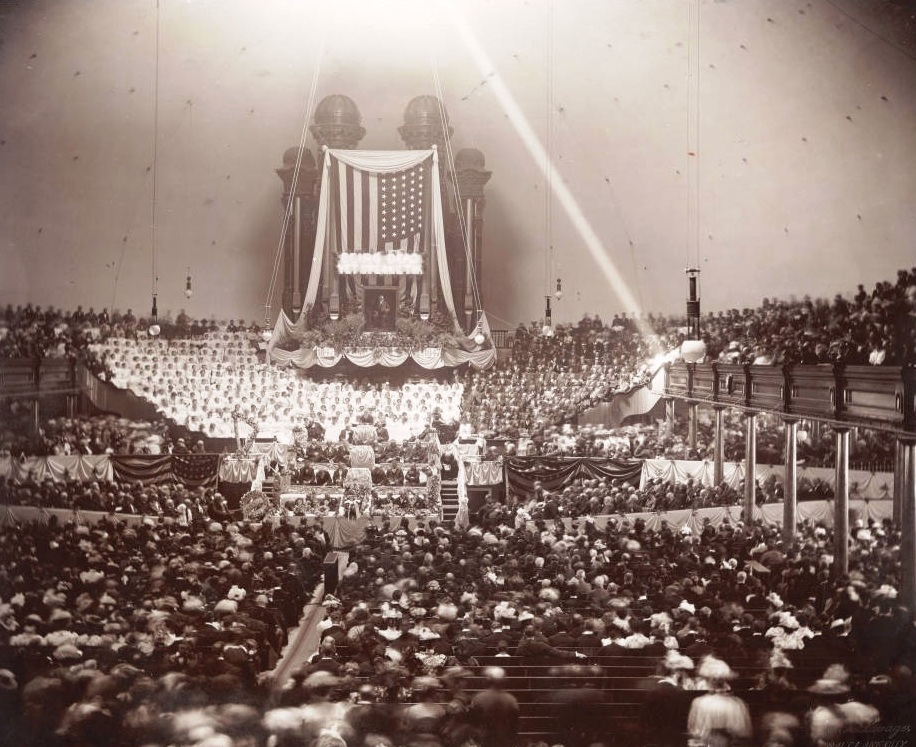
Beerdigung von Woodruff im Salt-Lake-Tabernakel

Der Manti-Utah-Tempel wurde am 17. Mai 1888 von ihm geweiht. Am 24. September 1890 wurde durch eine schriftliche Erklärung, bekannt als Amtliche Erklärung 1, öffentlich bekanntgegeben, dass die Mitglieder der Kirche fortan keine Mehrehe mehr eingehen sollten. Den kurz nach der Ankunft der Pioniere begonnenen Salt-Lake-Tempel weihte er am 6. April 1893 ein. Unter seiner Aufsicht wurde am 13. November 1894 die Genealogische Gesellschaft von Utah gegründet. Er verstarb am 2. September 1898 in San Francisco.

## Belege
1. ↑  The Life and Ministry of Wilford Woodruff. The Church of Jesus Christ of Latter-Day Saints, abgerufen am 26. September 2023 (englisch).
2. ↑  Jennifer Ann Mackley.: Timeline of Wilford Woodruff's Life. Abgerufen am 26. September 2023 (amerikanisches Englisch).

| Vorgänger   | Amt                                                                       | Nachfolger   |
| ----------- | ------------------------------------------------------------------------- | ------------ |
| John Taylor | Präsident der Kirche Jesu Christi der Heiligen der Letzten Tage 1889–1898 | Lorenzo Snow |

| Personendaten    | Personendaten                                                      |
| ---------------- | ------------------------------------------------------------------ |
| NAME             | Woodruff, Wilford                                                  |
| KURZBESCHREIBUNG | 4. Präsident der Kirche Jesu Christi der Heiligen der Letzten Tage |
| GEBURTSDATUM     | 1. März 1807                                                       |
| GEBURTSORT       | Farmington (Connecticut), USA                                      |
| STERBEDATUM      | 2. September 1898                                                  |
| STERBEORT        | San Francisco, Kalifornien, USA                                    |